# Mark Stone
Mark Stone, född 13 maj 1992, är en kanadensisk professionell ishockeyspelare som spelar för Vegas Golden Knights i NHL. 
Han har tidigare spelat på NHL-nivå för Ottawa Senators och på lägre nivåer för Binghamton Senators i AHL och Brandon Wheat Kings i WHL.

## Spelarkarriär

### NHL

#### Ottawa Senators
Stone draftades i sjätte rundan i 2010 års draft av Ottawa Senators som 178:e spelare totalt.

#### Vegas Golden Knights
Den 25 februari 2019 tradades han tillsammans med Tobias Lindberg till Vegas Golden Knights i utbyte mot Erik Brännström, Oscar Lindberg och ett draftval i andra rundan 2020.

## Privatliv
Han är bror till ishockeyspelaren Michael Stone som spelar för Calgary Flames.